# Колчестер (Конектикат)
Колчестер (енгл. Colchester) насељено је место без административног статуса у америчкој савезној држави Конектикат.

## Демографија
По попису из 2010. године број становника је 4.781.
| Група             | 2000.    | 2010.         |
| Белци             | 0 (0,0%) | 4.239 (88,7%) |
| Афроамериканци    | 0 (0,0%) | 134 (2,8%)    |
| Азијати           | 0 (0,0%) | 104 (2,2%)    |
| Хиспаноамериканци | 0 (0,0%) | 217 (4,5%)    |
| Укупно            | 0        | 4.781         |